# Laurentius Petri Ferneboensis
Laurentius Petri Ferneboensis, född 24 juni 1603 i Västerfärnebo socken i Västmanland, död 20 juli 1673 i Stora Tuna socken i Dalarna, var en svensk präst och riksdagsman. Han är stamfar för adelsätten Barck.

## Biografi
Laurentius Petri Ferneboensis var son till klockaren Pehr Larsson. Han hade inga större studieframgångar innan han inskrevs vid Uppsala universitet 1631. Redan efter ett år där prästvigdes han och var i tjänst i Strömstad, men kunde kombinera tjänsten med fortsatta studier. En uppbruten förlovning med en borgardotter kostade honom dyrt, och han försvinner från källorna 1635 för att först 1638 åter påträffas, då som kollega vid Västerås skola. Där steg han i graderna, och blev sedermera rector cantus, rektor och lektor i logik. Han blev 1646 kyrkoherde i Söderbärke socken, var en tid kontraktsprost över Berke och Malung kontrakt, för att slutligen 1667 bli prost i den mer välbärgade Stora Tuna socken.
Han var fullmäktig vid riksdagen i Göteborg 1660.
Han var gift med Anna, dotter till Laurentius Nicolai Blackstadius. Barnen upptog namnet Barch, däribland riksrådet Samuel Barck och Johannes Laurentii Barchius.